# Gradenc
Gradenc je naselje u slovenskoj Općini Žužemberku. Gradenc se nalazi u pokrajini Dolenjskoj i statističkoj regiji Jugoistočnoj Sloveniji. 

## Stanovništvo
Prema popisu stanovništva iz 2002. godine naselje je imalo 57 stanovnika.